# Albert Montens d'Oosterwyck
Albert J.M. Montens d'Oosterwyck (Mechelen, 6 mei 1825 – Loenhout, 25 december 1896) was een Belgisch politicus.

## Levensloop
Hij was de zoon van Jan Frans Montens, burgemeester van Lier. Hij had een zus en tweelingbroer, Alexis, dewelke burgemeester van Massenhoven was. Na de dood van hun vader (30 juni 1852) bekwam Albert Montens het eigendom van het Kasteel van Loenhout, alsook de hoeve het Verbrand Hof te Klein Neerven. Hij droeg het adellijk predicaat 'jonker'.
In 1855 werd Albert Montens aangesteld als burgemeester van Loenhout. Dit mandaat behield hij tien jaar (1864), tot hij vanwege de oppositie ontslag nam.
Zijn zoon, Emmanuel, werd in 1885 eveneens burgemeester van Loenhout. 